# James LeGros
James Mervyn LeGros (ur. 27 kwietnia 1962 w Minneapolis) – amerykański aktor telewizyjny i filmowy.

## Życiorys

### Wczesne lata
Urodził się w Minneapolis w stanie Minnesota jako syn nauczycielki i pośrednika w obrocie nieruchomościami. Dorastał w Redlands w Kalifornii. Uczęszczał do Professional Conservatory przy South Coast Repertory w Costa Mesa w Kalifornii, a naukę kontynuował w University of California, Irvine.

### Kariera
Po raz pierwszy trafił na szklany ekran w jednym z odcinków serialu NBC Nieustraszony (Knight Rider, 1984) z Davidem Hasselhoffem. W dramacie przygodowym Dziecko słońca (Solarbabies, 1986) z Jasonem Patrikiem pojawił się jako Metron. Był nastoletnim kowbojem w dramacie sensacyjnym Kathryn Bigelow Blisko ciemności (Near Dark, 1987) z udziałem Adriana Pasdara i Billa Paxtona. Po występie w roli Zacka Jaegera w czarnej komedii Toma Hollanda Śmiercionośna ślicznotka (Fatal Beauty, 1987) z Whoopi Goldberg i Samem Elliottem, zagrał postać Ricka w dramacie Gusa Van Santa Narkotykowy kowboj (Drugstore Cowboy, 1989) u boku Matta Dillona i Kelly Lynch.
Za rolę aktora filmowego klasy B Chada Palomino w niezależnym komediodramacie Filmowy zawrót głowy (Living in Oblivion, 1995) z Catherine Keener, Dermotem Mulroneyem i Steve’em Buscemi zdobył nominację do nagrody Independent Spirit Award. W serialu Showtime Uśpiona komórka (Sleeper Cell, 2005) pojawił się gościnnie jako agent specjalny Raymond 'Ray' Fuller.
W 1992 roku poślubił Kristinę Loggię, córkę aktora Roberta Loggi. Mają dwóch synów.

## Filmografia

### Filmy fabularne
- 1989: Narkotykowy kowboj (Drugstore Cowboy) jako Rick
- 1989: Urodzony 4 lipca (Born on the Fourth of July) jako Plutonowy - Wietnam
- 1991: Na fali (Point Break) jako Roach
- 1992: Samotnicy (Singles) jako Andy
- 1994: Wystrzałowe dziewczyny (Bad Girls) jako William Tucker
- 1995: Schronienie (Safe) jako Chris
- 1998: Psychol (Psycho) jako Charlie, dealer samochodowy
- 1998: Los Angeles bez mapy (L.A. Without a Map) jako Takowsky
- 1998: Wróg publiczny (Enemy of the State) jako Jerry Miller
- 2002: Gruba ryba – bukmacher z kampusu (Big Shot: Confessions of a Campus Bookie) jako Troy
- 2004: Łapcie tę dziewczynę (Catch That Kid) jako Ferrell
- 2006: Ostatnia zima (The Last Winter) jako James Hoffman
- 2007: Zodiak (Zodiac) jako oficer George Bawart
- 2008: 8 części prawdy (Vantage Point) jako Ted Heinkin

### Seriale TV
- 1984: Nieustraszony (Knight Rider) jako Trasher
- 1985: Punky Brewster jako Blade
- 1996: Roseanne jako pan Schlosser
- 1998: Ostry dyżur (ER) jako dr Max Rocher
- 2000–2001: Ally McBeal jako Mark Albert
- 2002: Przyjaciele (Friends) jako Jim Nelson
- 2005: Uśpiona komórka (Sleeper Cell) jako agent specjalny Raymond 'Ray' Fuller
- 2009–2010: Szpital Miłosierdzia (Mercy) jako dr Dan Harris
- 2010: Prawo i porządek: sekcja specjalna (Law & Order) jako Bill Harris
- 2011: Mildred Pierce jako Wally Burgan
- 2011–2014: Justified: Bez przebaczenia jako Wade Messer
- 2012: Chirurdzy (Grey’s Anatomy) jako pilot Jerry
- 2012: Dr House jako Oliver